# SOD records
SOD records（エスオーディーレコーズ、英: SOD records）はソフト・オン・デマンドとSODクリエイトによって2022年に設立された音楽レーベル。

## 概要
2022年6月17日、レコード制作・楽曲管理等を行うことを目的のレーベル設立を発表。第1弾アーティストは元ダンスボーカルユニットのメンバー・小湊よつ葉で、小湊の歌唱する『明日はときめく』が楽曲第1弾となる（2022年6月27日配信開始）。
楽曲はApple Music、Spotify、Amazon Music、Youtube Music、LINE MUSICなどのプラットフォームを通じて配信。設立時点ではCD発売については未定であったが、1stシングル『明日はときめく』はイベント用に制作し頒布、販売するほか、同年10月発売の2ndシングルではハピネットの販路協力を得て全国流通販売する。
「音楽イベントやライブ、コンサートなどを通じてユーザーとの接点の拡大を図る」としており、ライブ事業にも力を入れる予定としている。
著作権管理はNexToneに委任している。

## おもな所属アーティスト
- 小湊よつ葉[6]
- こいもも（恋渕ももな）[6]